# Krokigtjärnen (Arvidsjaurs socken, Lappland, 726643-163879)
Krokigtjärnen är en sjö i Arvidsjaurs kommun i Lappland och ingår i Skellefteälvens huvudavrinningsområde.